# ブレーメンの音楽隊 (劇団四季)
『ブレーメンの音楽隊』（ブレーメンのおんがくたい）は、グリム童話「ブレーメンの音楽隊」を原案とする劇団四季の子供向けミュージカル。作：龍田浩介、作曲：いずみたく、演出：浅利慶太。
4匹の動物による音楽隊という設定を借りただけで、グリムの原点とはまったく違う話になっている。ロバ、イヌ、ネコ、ニワトリの4匹は、優しいアップルじいさんに飼われて幸せな日々を送っており、みな歌が得意で、ブレーメンの音楽隊を名乗っている。
だが、人類滅亡を狙う「火の鳥」と名乗る悪魔たちが襲ってきて、町は焼かれてしまう。戦災孤児の少年と出会った4匹は、いったんは絶望しながら、歌の力で元気を取り戻し、火の鳥との歌合戦を制したことで平和を取り戻す。
1976年8月にNHKホールでNHK子どもミュージカルとして上演された時のキャストは、ロバが鹿賀丈史、イヌが市村正親、ネコが菅本烈子、ニワトリが田中方子だった。